# Mecodium paramnioides
Mecodium paramnioides là một loài thực vật có mạch trong họ Hymenophyllaceae. Loài này được H.G. Zhou & W.M. Chu miêu tả khoa học đầu tiên năm 1993.